# 損害保険見直し本舗
株式会社損害保険見直し本舗は、「保険スクエアbang!」を運営する株式会社ウェブクルーの100％出資子会社として設立。
損害保険代理店業務を行う。
2011年12月に株式会社インシュアランススクエア・バンから現商号に変更した。

## 主な関連会社
- ウェブクルー
- 保険見直し本舗
- ウェブクルーファイナンス
- ウェブクルーリアルエステイト
- ウェブクルーエージェンシー
- FXキング
- 小肥羊ジャパン